# Годунівська сільська рада
| Годунівська сільська рада — колишній орган місцевого самоврядування у Яготинському районі Київської області з адміністративним центром у с. Годунівка. Історична дата утворення: в 1920 році. Сільській раді були підпорядковані населені пункти: - с. Годунівка |

## Склад ради
Рада складалася з 12 депутатів та голови.

### Керівний склад ради
| ПІБ                          | Основні відомості                                                         | Дата обрання | Дата звільнення |
| ---------------------------- | ------------------------------------------------------------------------- | ------------ | --------------- |
| Мечеть Сергій Володимирович  | Сільський голова, 1971 року народження, освіта                            | 26.03.2006   | 01.10.2008      |
| Шапарець Сергій Анатолійович | Сільський голова, 1969 року народження, освіта, безпартійний              | 15.03.2009   | 31.10.2010      |
| Шапарець Сергій Анатолійович | Сільський голова, 1969 року народження, освіта вища, член Партії регіонів | 31.10.2010   |                 |

Примітка: таблиця складена за даними джерела